# Чемпионат мира по бобслею 1930
Чемпионат мира по бобслею и скелетону 1930 года — первый розыгрыш подобного турнира. Соревнования прошли в швейцарском городе Монтрё. Был разыгран 1 комплект медалей — в заезде четвёрок.

## Соревнование
| Медаль  | Команда                                                                  | Время |
| ------- | ------------------------------------------------------------------------ | ----- |
| Золото  | Италия (Франко Заньнетта, Антонио Дорини, Джино Росси, Джорджио Биазини) |       |
| Серебро | Швейцария (Джин Моллен, Джон Шнайтер, Андре Моллен, Уильям Причар)       |       |
| Бронза  | Германия (Фриц Грау, Пикер, Бертрам, Альберт Бреме)                      |       |

## Медальный зачёт
| Место | Страна    | Золото | Серебро | Бронза | Всего |
| ----- | --------- | ------ | ------- | ------ | ----- |
| 1     | Италия    | 1      | 0       | 0      | 1     |
| 2     | Швейцария | 0      | 1       | 0      | 1     |
| 3     | Германия  | 0      | 0       | 1      | 1     |